# Альбатрос (тральщик)
Альбатрос — один из первых российских тральщиков специальной постройки, в составе Черноморского флота Российской  империи. В ходе Гражданской войны в Белом флоте. Участвовал в Крымской эвакуации.

## История
В 1908 году комиссия под руководством контр-адмирала М. Ф. Лощинского разработала требования к портовым судам, предназначенным для траления мин. Новые корабли представляли собой рейдовые буксиры, модернизированные с учётом опыта Балтийского флота. В 1909 году на заводе «Белинно-Фендерих» были заложены однотипные суда «Альбатрос» и «Баклан». 
«Альбатрос» был заложен в Одессе в сентябре 1909 года. Спущен на воду в декабре 1909 года. Вступил в строй 10 июля 1910 года.

## Служба
После спуска на воду они были переданы в подчинение вновь сформированному тралящему каравану Севастопольского порта. С октября 1916 года — тральщик № 160. Затем — Т-370.
Ушел из Севастополя 14 ноября 1920 года в составе эскадры Врангеля на буксире эсминца «Дерзкий».
В ночь на 15 ноября 1920 года затонул в результате шторма.